# Haltestempel

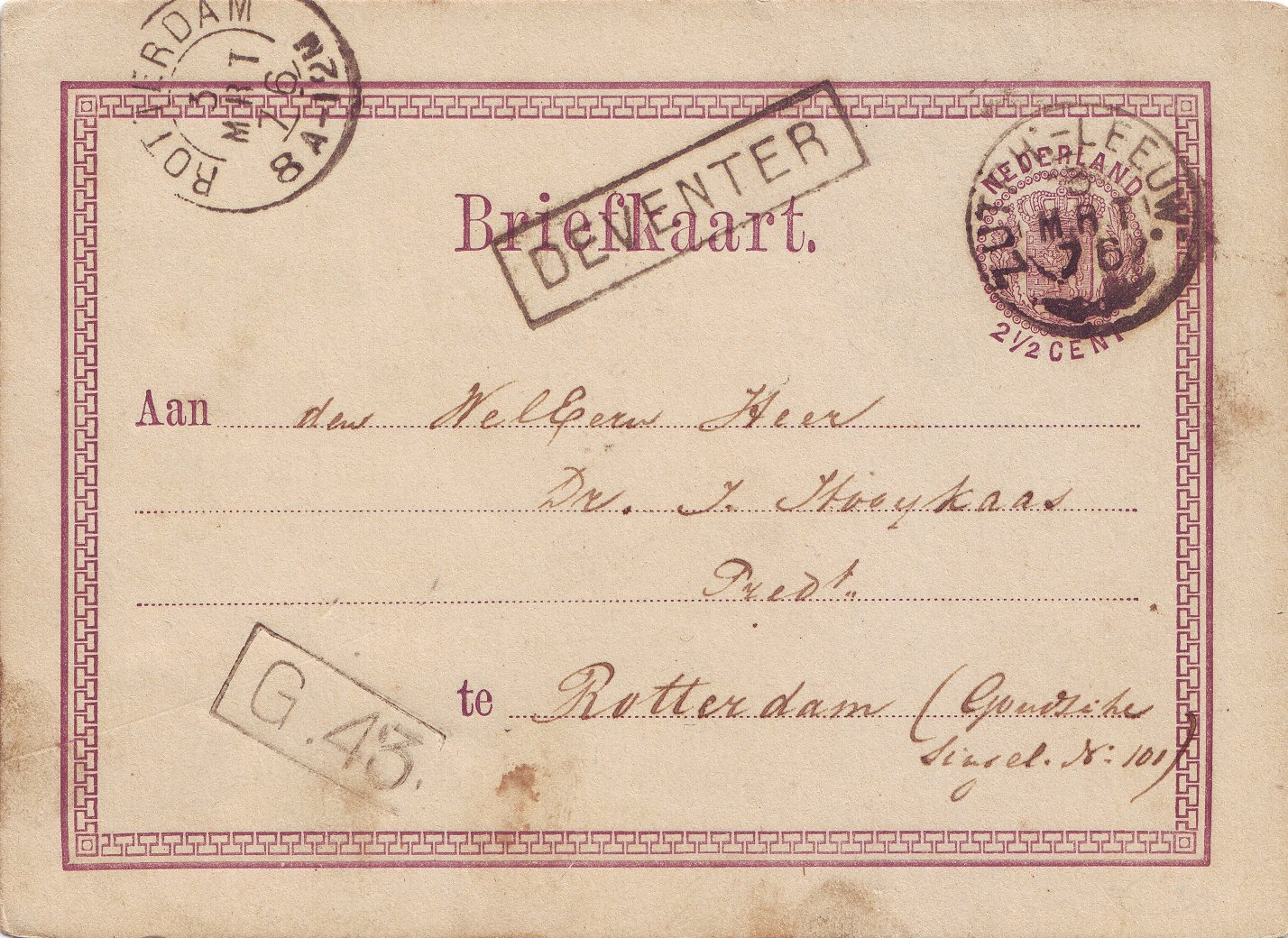
Briefkaart, die op 3 maart 1876 op de trein is gezet op het station van Deventer, vandaar het haltestempel Deventer. De kaart is vervoerd naar Zutphen met de trein Leeuwarden-Zutphen. Dat is te zien aan het treinstempel Zutph.-Leeuw., dat zowel in de richting Zutphen-Leeuwarden als in de richting Leeuwarden-Zutphen werd gebruikt. Deventer had in 1876 nog geen treinverbinding via Apeldoorn met het westen; die kwam pas in 1887. De kaart is vanuit Zutphen, dat wel een treinverbinding met het westen had, verder vervoerd naar Rotterdam, waar ze aankwam op dezelfde dag, zoals blijkt uit het aankomststempel Rotterdam van 3 maart 1876. Blijkens het bestellersstempel G.43 is de kaart meegegaan met de zevende postbestelling van die dag.

Een haltestempel is een poststempel dat door het personeel van een postrijtuig, of als dat er niet is door de conducteur, wordt geplaatst op post die met een trein of tram wordt meegegeven op een halte die deze trein of tram aandoet. Het is dus iets anders dan een stationsstempel, want dat wordt niet in de trein, maar in een stationspostkantoor op de post geplaatst. Het is ook iets anders dan een treinstempel, want dat is een stempel dat het hele traject aangeeft in plaats van één halte op dat traject.

## Nederland
In het Verenigd Koninkrijk werd al in 1838 post per trein vervoerd. België begon daar twee jaar later, in 1840, mee. In Nederland kwam het postvervoer per trein relatief laat op gang: in 1844 vervoerde de trein voor het eerst postpakketten, in 1855 werd het eerste rijdende postkantoor in gebruik genomen. Tijdens de rit van de trein werd in dit rijdende postkantoor de meegegeven post gesorteerd. Het was voor het publiek ook mogelijk post rechtstreeks met de trein mee te geven. Die post kreeg dan in de trein een speciaal treinstempel. In de volgende jaren werd het aantal rijdende postkantoren uitgebreid en werd het ook mogelijk post mee te geven met een ‘gewone’ trein. Dan ontfermde de conducteur zich over de brief. Uiteindelijk kon het Nederlandse publiek met alle treinen en een aantal interlokale trams post meegeven.
Hoe een trein- of tramstempel eruitzag, verschilde per land en per periode. In Nederland koos men uiteindelijk in 1910 voor het type ‘blokstempel’: een rechthoek met afgeronde hoeken, verdeeld in drie vakken. In het bovenste vak stond het beginpunt van de spoor- of tramlijn, in het middelste vak de datum en in het onderste vak het eindpunt (en soms een aanduiding van de route, bijvoorbeeld ‘Amsterdam via Aalsmeer’). De blokstempels zijn (met wat variaties) in gebruik gebleven tot het einde van de treinbrief in 1979.
Behalve het publiek gaven ook hulppostkantoren in de buurt van een spoor- of tramlijn hun post rechtstreeks met de trein of tram mee. Vanaf 1857 moesten de postambtenaren in de trein, of de conducteur, op elke brief die op een bepaalde halte met de trein meeging een haltestempel zetten. Dat bestond uit de naam van de halte in hoofdletters met een rechthoekig kader eromheen. De voor de post verantwoordelijke functionaris had voor elke halte van de trein een apart haltestempel bij zich. Het haltestempel moest naast de postzegel worden geplaatst; de postzegel zelf moest worden ontwaard met het treinstempel voor het traject waarop de trein reed. Dat stempel had namelijk een datum. Het haltestempel diende om vast te leggen waar het poststuk precies op de trein was gezet, en tot 1871 ook om het juiste briefport te bepalen. Tot dat jaar was het briefport namelijk afhankelijk van de afstand die het poststuk aflegde.
De post die van een hulppostkantoor afkomstig was, had al een stempel, en dat bestond tot ca. 1880 ook uit alleen de kantoornaam, maar dan zonder kader. Veel postambtenaren vonden het dan ook onzin om naast bijvoorbeeld een stempel VEENENDAAL zonder kader nog eens een stempel VEENENDAAL met kader te zetten en lieten het haltestempel op een dergelijke brief achterwege. Na 1880 kregen de hulppostkantoren een datumstempel en werden zowel trein- als haltestempel overbodig. Op post van na 1880 treft men  het haltestempel alleen nog aan op post die rechtstreeks met de trein werd meegegeven.
Op twee tramlijnen bleef de conducteur echter consequent het haltestempel zetten, ongeacht of het poststuk al was afgestempeld: op de tramlijn Hardenberg-Dedemsvaart tot het eind van de jaren negentig van de 19e eeuw en op de tramlijn Breskens-Maldegem tot in 1901.
Rotterdam had een afwijkend tweeregelig haltestempel: ‘ROTTERDAM [BRIEVENBUS]’ zonder kader. De spoorbrug bij Moerdijk kwam pas gereed in 1871. Voor die tijd had Rotterdam geen spoorverbinding met Zuid-Nederland en onderhield een raderstoomboot een verbinding met Moerdijk. Dat was het beginstation van de spoorlijn naar Antwerpen. Naar men veronderstelt, stond de brievenbus ofwel bij het vertrekpunt in Rotterdam, ofwel op de stoomboot, en werd de post die daarin was gegooid, verwerkt bij het expeditiepostkantoor in Moerdijk of in de trein Moerdijk-Antwerpen.
Een enkele maal treft men op een treinbrief een geschreven haltenaam aan. Dan had de conducteur nog geen stempel voor de bewuste halte gekregen of hij was het kwijt.

## Nederlands-Indië
In Nederlands-Indië, waar de spoorwegen een met Nederland vergelijkbare organisatie kenden, waren ook haltestempels in gebruik. Deze stempels hadden hetzelfde uiterlijk als de Nederlandse: de naam van de halte in hoofdletters met een rechthoekig kader eromheen. 